# Château-Salins
Château-Salins (tedesco: Salzburg, 1941-44 Salzburgen) è un comune francese di 2 683 abitanti situato nel dipartimento della Mosella nella regione del Grand Est.

## Società

### Evoluzione demografica
Abitanti censiti

## Amministrazione

### Gemellaggi
- Birkenfeld
- Kraśnik